# Merstham
Merstham est un village du Surrey, en Angleterre. Il est situé dans l'est du comté, juste au nord de la ville de Redhill. Administrativement, il relève du borough de Reigate and Banstead. Au recensement de 2011, il comptait 8 123 habitants.

## Étymologie
Le nom Merstham désigne une ferme près d'un piège pour capturer des belettes ou des martres. Il est attesté en 947 sous la forme Mearsætham, constituée des éléments vieil-anglais mearth « belette, martre », sǣt « piège » et hām « ferme ». À la fin du XIe siècle, il apparaît comme Merstan dans le Domesday Book.